# Payback 2014
Payback 2014 è stata la seconda edizione dell'omonimo evento in pay-per-view prodotto annualmente dalla WWE. L'evento si è svolto il 1º giugno 2014 all'Allstate Arena di Rosemont (Illinois).

## Storyline
Dopo aver perso a Extreme Rules, l'Evolution ha continuato la faida con lo Shield. La notte successiva a Raw, Dean Ambrose è stato forzato a difendere lo United States Championship in una 20-man battle royal, dove è stato eliminato per ultimo da Sheamus. Nella stessa serata, lo Shield ha sfidato la Wyatt Family e durante il match l'Evolution ha distratto lo Shield permettendo a Bray Wyatt di effettuare lo schienamento vincente. L'Evolution ha assalito lo Shield e ha colpito Roman Reigns con la triple powerbomb. La settimana successiva, lo Shield ha lanciato una sfida all'Evolution per Payback, che questi ultimi hanno accettato. Nella successiva puntata di Raw, Triple H ha annunciato che il match sarà un No Holds Barred Elimination match.
Dopo aver costato i match titolati alla Royal Rumble e Elimination Chamber, la Wyatt Family ha iniziato una faida con John Cena. Questo ha portato a un match WrestleMania XXX, dove John Cena ha sconfitto Bray Wyatt; Wyatt ha sconfitto Cena in uno steel cage match a Extreme Rules. Il 12 maggio a Raw, Wyatt ha sfidato Cena in un Last Man Standing match. Il 16 maggio a SmackDown, Cena ha accettato la sfida.
Il 19 maggio a Raw, si è svolta un Beat the clock Challenge match per determinare il contendente numero per Payback al Intercontinental Championship detenuto da Bad News Barrett. I match sono stati Big E vs. Ryback, Rob Van Dam vs. Alberto Del Rio e Dolph Ziggler vs. Mark Henry. Van Dam vince il Beat the clock Challenge diventando il contendente numero all'Intercontinental Championship con un tempo di 4:15.
Sul sito ufficiale della WWE, è stato annunciato che Sheamus difenderà lo United States Championship contro Cesaro a Payback. Il 13 maggio a Main Event, i due si sono affrontati, ma il match è terminato in un doppio count out. Il 19 maggio a Raw, Cesaro ha sconfitto Sheamus in un match non titolato, guadagnandosi l'opportunità di sfidare il campione al pay-per-view.
Inoltre, è stato annunciato che Paige difenderà il Divas Championship contro Alicia Fox a Payback, dopo che la Fox aveva sconfitto Paige a ''Raw'' in un match non titolato.
Il 12 maggio a Raw, il WWE World Heavyweight Champion Daniel Bryan ha annunciato che dovrà sottoporsi ad un intervento chirurgico al collo il 15 maggio. Bryan è tornato nella puntata di Raw del 26 maggio, dove gli è stato chiesto rendere vacante il WWE World Heavyweight Championship da Stephanie McMahon. Bryan ha rifiutato di rinunciare al titolo. Stephanie McMahon ha nuovamente chiesto a Bryan rinunciare al WWE World Heavyweight Championship al pay-per-view Payback il 1º giugno, con la clausola che se Bryan non renderà vacante il titolo, la moglie Brie Bella sarà licenziata. Arrivati a Payback, Bryan decide di consegnare le cinture ma Brie Bella lo ferma e decide di licenziarsi, Stephanie McMahon ride e Brie gli rifila uno schiaffo. Questa mossa sarà un'arma a doppio taglio siccome Daniel Bryan perderà le cinture il 9 giugno a Raw per non avere ricevuto l'ok dai medici per combattere.
Nella puntata di Raw del 26 maggio, Zack Ryder ha celebrato il Memorial Day con una bandiera americana, per poi affrontare Rusev. Rusev ha sconfitto Ryder, ma dopo il match, Big E è arrivato in soccorso di Ryder e ha messo in fuga Rusev; viene così ufficializzato il match tra i due a Payback.
Dopo la vittoria di El Torito ai danni di Hornswoggle a Extreme Rules, è stato annunciato che i due si affronteranno nel Kick-off di Payback in un Mask vs. Hair match.

## Risultati
| #       | Incontri                                                                         | Stipulazioni                                          | Tempo |
| ------- | -------------------------------------------------------------------------------- | ----------------------------------------------------- | ----- |
| Kickoff | El Torito (con i Los Matadores) ha sconfitto Hornswoggle (con la 3MB)            | Mask vs. hair match                                   | 07:14 |
| 1       | Sheamus (c) ha sconfitto Cesaro (con Paul Heyman)                                | Single match per il WWE United States Championship    | 11:38 |
| 2       | Curtis Axel e Ryback hanno sconfitto Cody Rhodes e Goldust                       | Tag team match                                        | 07:49 |
| 3       | Rusev (con Lana) ha sconfitto Big E per KO tecnico                               | Single match                                          | 03:40 |
| 4       | Bo Dallas vs. Kofi Kingston è terminato in no-contest                            | Single match                                          | 00:32 |
| 5       | Bad News Barrett (c) ha sconfitto Rob Van Dam                                    | Single match per il WWE Intercontinental Championship | 09:32 |
| 6       | John Cena (con gli Usos) ha sconfitto Bray Wyatt (con Erick Rowan e Luke Harper) | Last man standing match                               | 24:24 |
| 7       | Paige (c) ha sconfitto Alicia Fox per sottomissione                              | Single match per il WWE Divas Championship            | 06:37 |
| 8       | Lo Shield ha sconfitto l'Evolution                                               | No-holds barred six-man tag team elimination match    | 30:56 |